# Kennedia

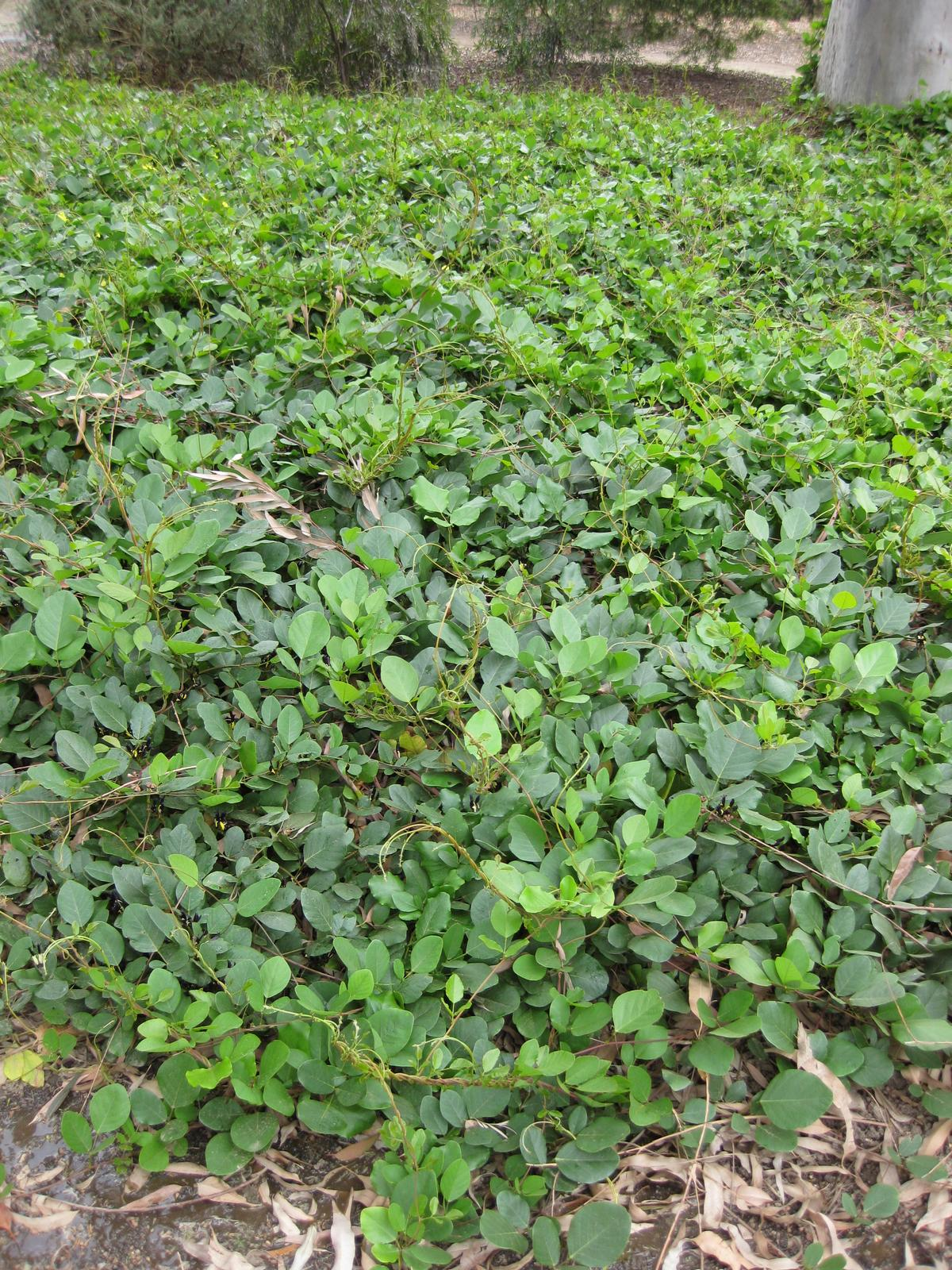
K. nigricans

Kennedia Vent. – rodzaj roślin należący do rodziny bobowatych. Obejmuje 14 gatunków. Wszystkie występują w Australii, zwłaszcza w jej zachodniej części (w Australii Zachodniej rośnie 11 gatunków, z czego 10 to endemity tego stanu). Niektóre gatunki introdukowane rosną w Indiach i Nowej Zelandii. W naturze rosną w lasach i zaroślach na siedliskach suchych, często w pobliżu wybrzeża, zarówno na wydmach piaszczystych jak i na kwaśnych glebach na terenach nizinnych. Kwiaty zapylane są przez owady i ptaki.
Rośliny z tego rodzaju uprawiane są jako ozdobne, zwykle okrywowe, często silnie rosnące. Cenione są ze względu na efektownie zabarwione kwiaty, silny wzrost, małe wymagania i tolerancje niewielkich przymrozków.
Rodzaj nazwany został na cześć Lewisa Kennedy’ego (1775–1818), angielskiego szkółkarza i ogrodnika z Hammersmith, który wprowadził do uprawy w Europie wiele gatunków australijskich.

## Morfologia
PokrójDrewniejące u nasady lub zielne pnącza osiągające ponad 3 m wysokości, płożące i wspinające się, zwykle omszone lub owłosione, bez cierni, owijające się w kierunku przeciwnym do ruchu wskazówek zegara.
LiścieSkrętoległe, zimozielone. Blaszka składa się zwykle z trzech, rzadziej pięciu lub jednego listka, często z okazałymi przylistkami. Listki osiągają od 0,5 do 8 cm długości i są całobrzegie.
KwiatyMotylkowe, rozwijają się parami lub w gronach wyrastających w kątach liści. Kielich dzwonkowaty, z 5 nierównymi ząbkami. Korona czerwona, fioletowa, różowa, czarno-żółta, często z żółtą plamką u nasady żagielka. Pręcików 10, z których 9 ma nitki zrośnięte, a jeden, najwyższy jest wolny. Słupek pojedynczy, z jednego owocolistka, z górną zalążnią zawierającą kilka zalążków.
OwoceStrąki wydłużone, skórzaste, spłaszczone lub walcowate.

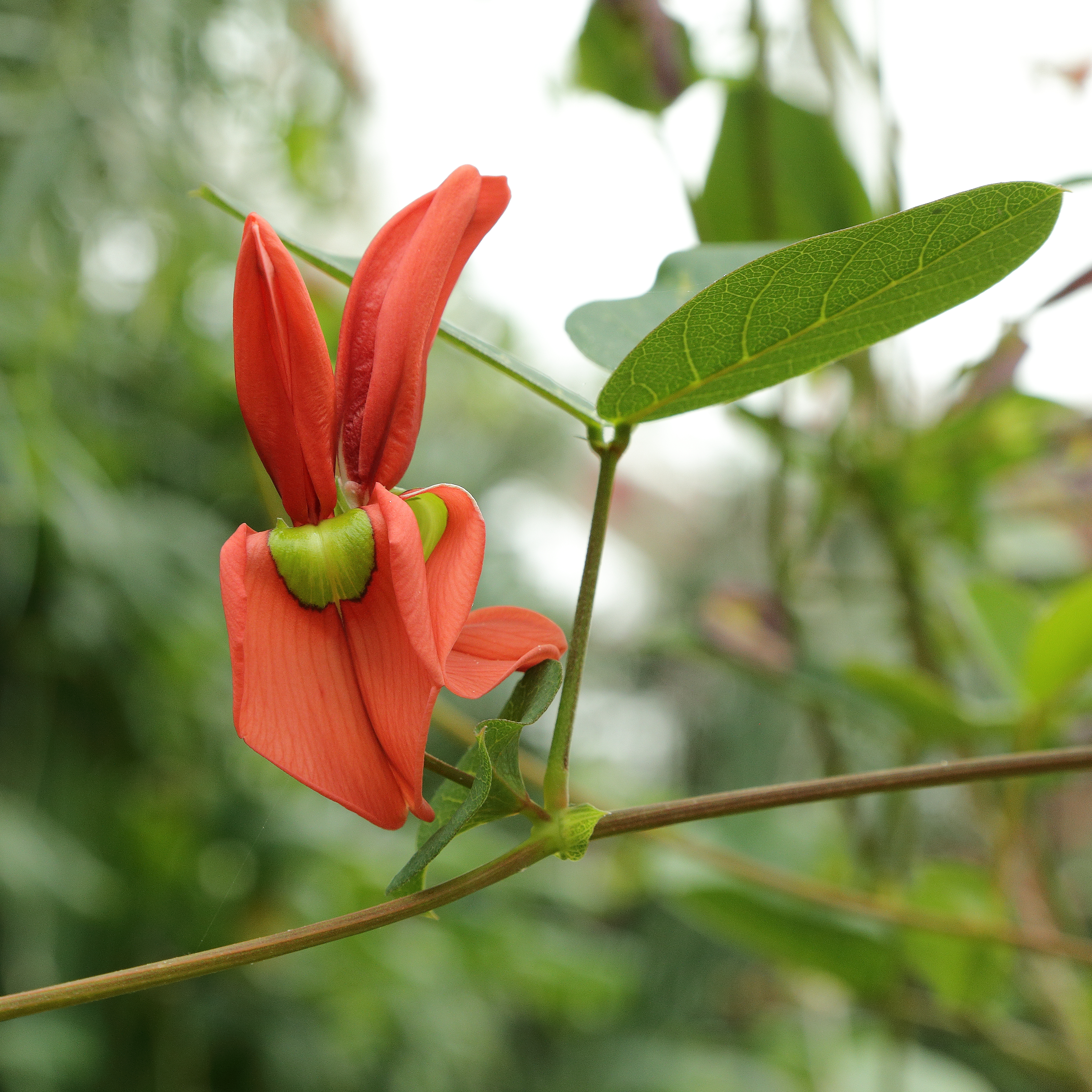
K. beckxiana
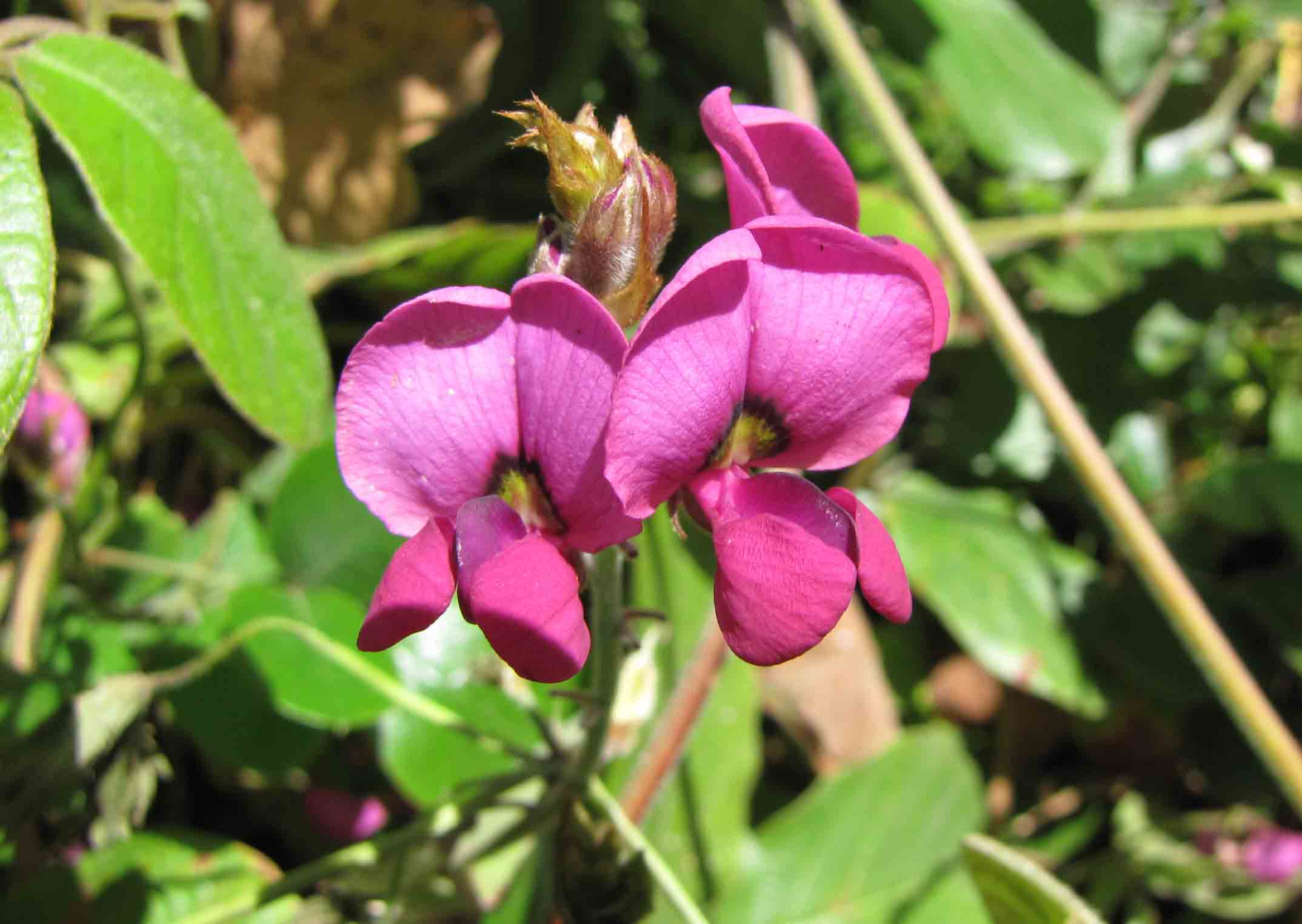
K. retrorsa
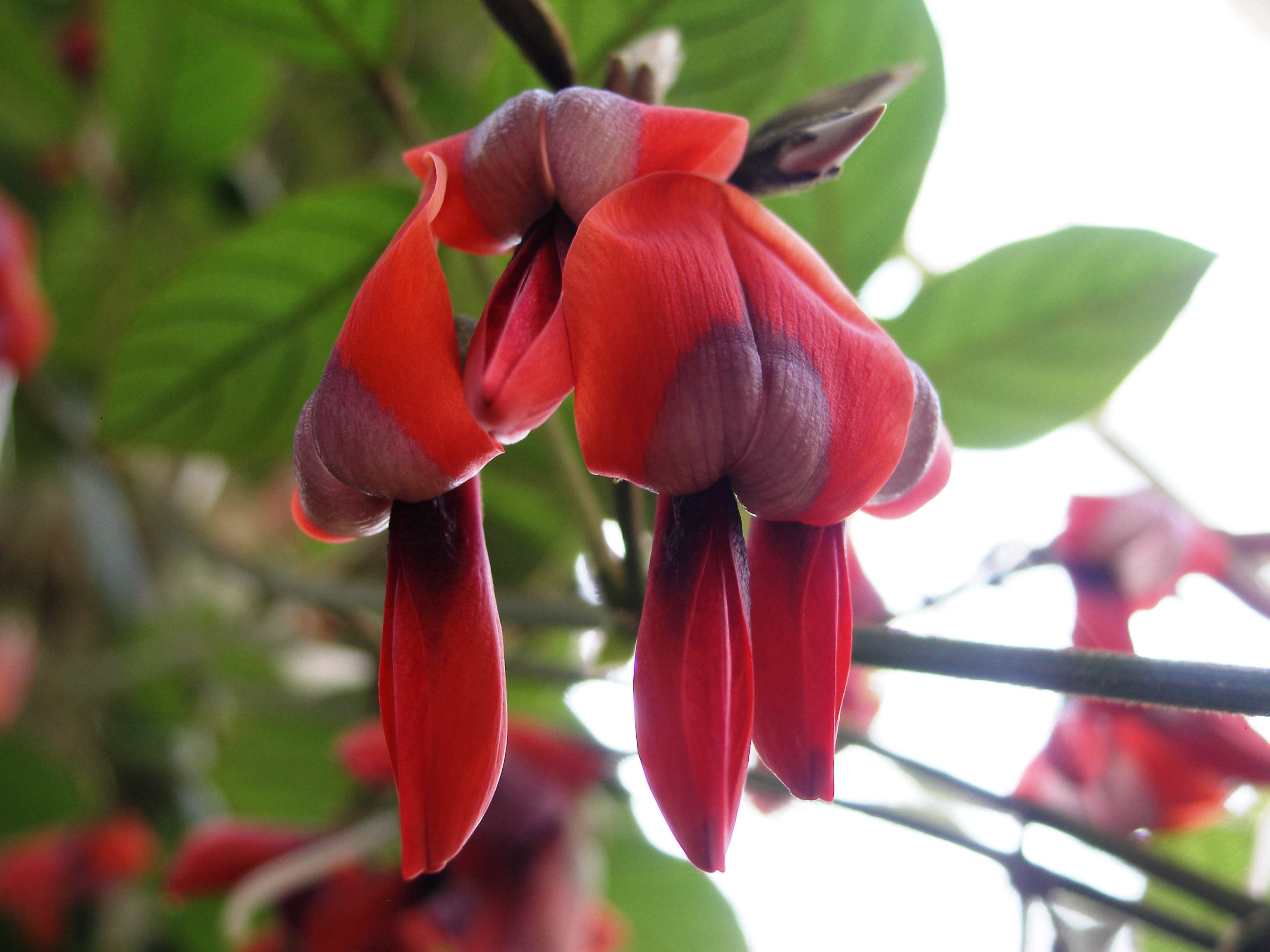
K. rubicunda
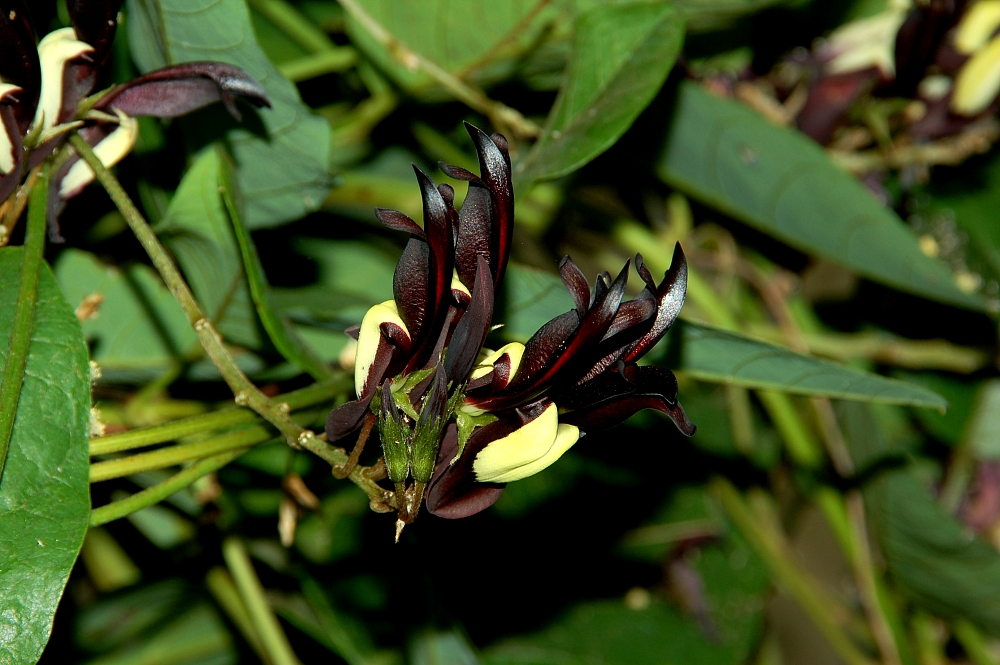
K. nigricans
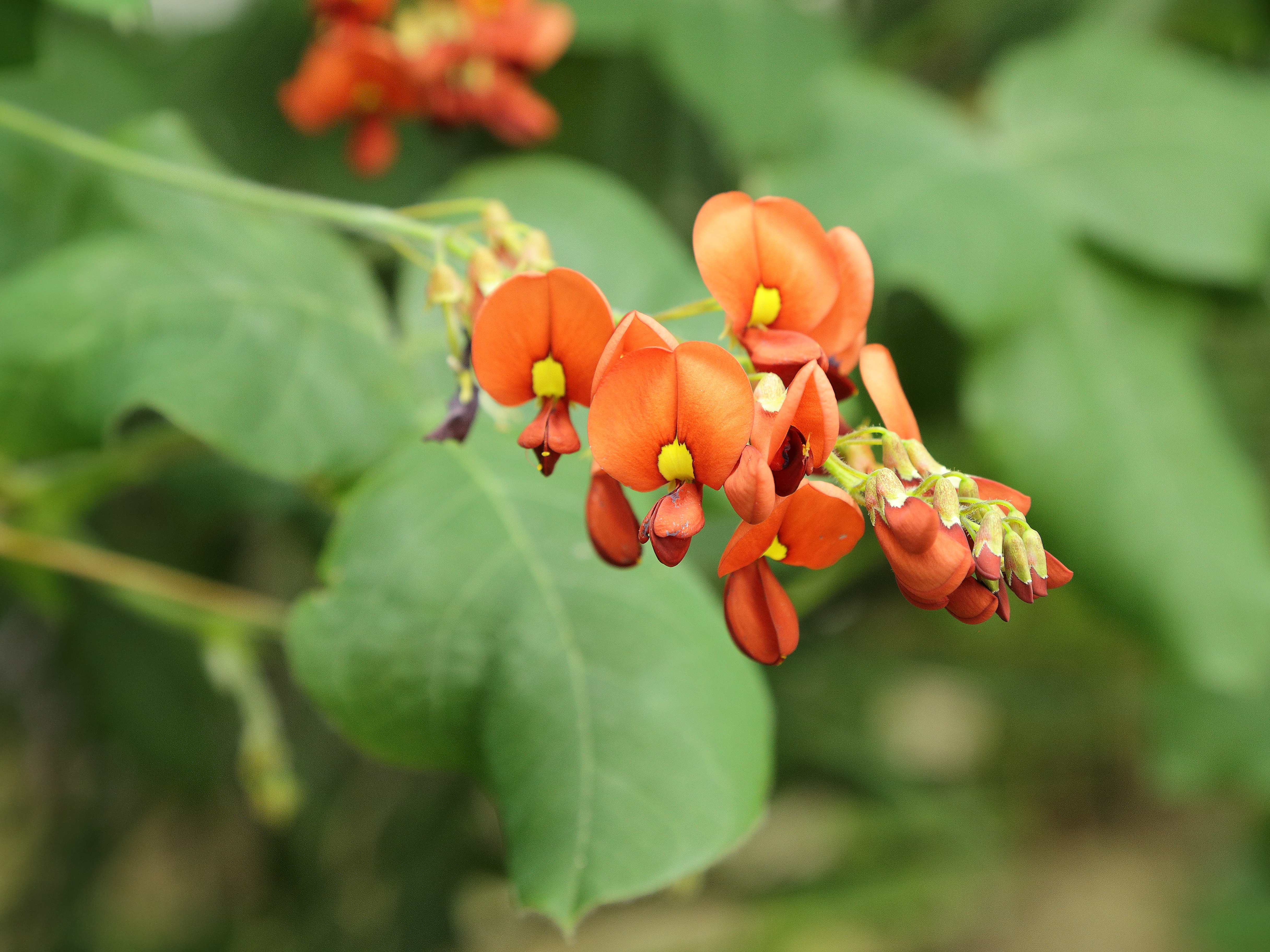
K. lateritia

## Systematyka
Pozycja systematyczna
Jeden z rodzajów podplemienia Kennediinae plemienia Phaseoleae z podrodziny bobowatych właściwych (Faboideae) z rodziny bobowatych (Fabaceae). Blisko spokrewniony z rodzajem Hardenbergia.
Wykaz gatunków
- Kennedia beckxiana F.Muell.
- Kennedia carinata (Benth.) Van Houtte
- Kennedia coccinea (Curtis) Vent.
- Kennedia glabrata Lindl.
- Kennedia lateritia F.Muell.
- Kennedia microphylla Meisn.
- Kennedia nigricans Lindl.
- Kennedia parviflora Meisn.
- Kennedia procurrens Benth.
- Kennedia prorepens (F.Muell.) F.Muell.
- Kennedia prostrata R.Br.
- Kennedia retrorsa Hemsl.
- Kennedia rubicunda (Schneev.) Vent.
- Kennedia stirlingii Lindl.